# Râul Gârla Mare, Beica
Gârla Mare este un curs de apă, afluent al râului Beica. 